# Jimmy Demaret
Jimmy Demaret (24 maj 1910–28 december 1983) var en amerikansk professionell golfspelare.
Jimmy Demaret var en av de mest framträdande spelarna på PGA-touren. Han vann 44 tävlingar under sin långa karriär mellan 1935 och 1957 och han var den förste som vann majortävlingen The Masters Tournament tre gånger. Demaret stod på toppen av sin karriär i slutet av 1940-talet då han vann Masters 1947, kom tvåa efter Ben Hogan i US Open och PGA Championship samt vann penningligan 1947. Han nådde semifinalen i PGA Championship fyra gånger men vann aldrig tävlingen. Han deltog i Ryder Cup tre gånger och han bildade tillsammans med Ben Hogan ett oslagbart par i foursome och fyrboll. Efter 1951 års Ryder Cup avtog hans framgångar även om han vann 1952 års AT&T Pro-Am.
Demaret försökte att försörja sig som proffsgolfare men lyckades inte. I stället fick han komplettera sina inkomster med extrajobb som nattklubbssångare. Efter att han hade slutat med proffsgolfen byggde han tillsammans med Jack Burke en egen golfbana (Champions Golf Club).
Han var känd för sitt humoristiska sinne och sina färggranna kläder. Han älskades av journalister och blev ett av de första proffsen som arbetade med golfsändningar i media. Efter att ha arbetat som kommentator för All Star Golf tidigt på 1960-talet ersatte han 1966 George Rogers som värd för Shell's Wonderful World of Golf tillsammans med Gene Sarazen.
Den grupp av spelare som hade fyllt 70 år på PGA Senior Tour (numera Champions Tour) kallade sig Friends of Demaret till hans ära.

## Majorsegrar
- 1940 The Masters Tournament
- 1947 The Masters Tournament
- 1950 The Masters Tournament

## Utmärkelser
- 1947 Vardon Trophy
- 1983 World Golf Hall of Fame